# Мепаришвили, Хвича Нодарович
Хвича Нодарович Мепаришвили (укр. Хвича Нодарович Мепарішвілі, род. 7 августа 1972 года) — народный депутат Украины (с 21 апреля 2016 года), член фракции партии «Народный фронт», член политической партии «Народный фронт».
Имеет высшее образование, на момент избрания в Верховную Раду работал первым заместителем генерального директора коммунального предприятия исполнительного органа Киевского городского совета (Киевской городской государственной администрации) по охране, содержанию и эксплуатации земель водного фонда города Киева.
25 декабря 2018 года включён в санкционный список России.